# Sabulodes mabelata
Sabulodes mabelata là một loài bướm đêm trong họ Geometridae.